# コンチャ
コンチャ（スペイン語: Concha、「貝」）は、メキシコのパン・デュルセ（甘味パン）。甘いロールパンとその上にある、バリバリする食感のトッピング（砂糖、バター、小麦粉製）で構成される。名前の由来は丸い形とストライプつきの貝のようなトッピングである。ロールパンのほうは常に同じ味である一方、トッピングはほかの色や味（いちご、コーヒー、チョコ味など）になることもある。コンチャはメキシコとアメリカ合衆国のパン屋で発売されていることが多く、朝食にコーヒーとともに食されるか、午後の軽食として食されることが多い。
香港では香港風のコンチャが「墨西哥包」（メキシコパン）という名前で発売されており、1946年にメキシコから追放された中国人移民が作ったという説がある。